# Guerra di confine Etiopia-Somalia del 1982
La guerra di confine Etiopia-Somalia del 1982 fu un breve conflitto intercorso tra il giugno e l'ottobre 1982 lungo il confine tra l'Etiopia e la Somalia.
Il conflitto esplose a seguito del sostegno dato dal regime socialista dell'Etiopia (il Derg) ai ribelli somali del Fronte Democratico di Salvezza Somalo (FDSS), intenzionati a spodestare il dittatore Mohammed Siad Barre al potere in Somalia. Nel giugno 1982, quindi, truppe regolari etiopi, con carri armati e aerei da combattimento, accompagnarono un'offensiva su larga scala del FDSS sferrata a partire dall'Etiopia nella Somalia centrale, allo scopo di tagliare in due il paese.
L'offensiva etiope e del FDSS portò all'occupazione delle cittadine di confine di Galdogob e Balanbale, ma venne infine fermata e portata a uno stallo dalla reazione delle unità dell'Esercito nazionale somalo, fallendo nel realizzare i suoi obiettivi di lungo respiro. Questo fallimento portò a una grave crisi del FDSS, in particolare perché gli etiopi ritirarono il loro supporto e fecero arrestare i capi dell'organizzazione.

## Antefatti
Nel 1977 la Somalia lanciò un'invasione militare dell'Etiopia orientale al fine di riprendere il controllo della regione dell'Ogaden, abitata in maggioranza da popolazioni di origine somala. Dopo un iniziale successo delle forze somale, nel 1978 l'Etiopia, sostenuta da forniture di armamenti provenienti dall'Unione Sovietica e da truppe di rinforzo cubane, riprese il controllo dell'Ogaden e ricacciò le unità somale oltre la frontiera; la conclusione del conflitto determinò l'esodo di massa di centinaia di migliaia di uomini e donne somali, che migrarono dalla regione dell'Ogaden verso il territorio della Somalia. Nonostante la sconfitta nella guerra dell'Ogaden del 1977-78, tuttavia, la Somalia si rifiutò di accettare un confine internazionale che collocasse l'Ogaden, con la sua popolazione etnica somala, all'interno dell'Etiopia, e le tensioni tra i due paesi rimasero elevate.
Durante il confltto del 1977-1978, il colonnello Abdullahi Yusuf Ahmed aveva prestato servizio come comandante nei ranghi nell'Esercito nazionale somalo. Dopo la guerra, tuttavia, Yusuf Ahmed disertò i ranghi dell'esercito e nell'aprile 1978 guidò un fallimentare tentativo di colpo di Stato per deporre il dittatore somalo Mohammed Siad Barre, al potere dal 1969; in seguito al fallimento del golpe, Yusuf Ahmed fuggì immediatamente in Etiopia.
Una volta in Etiopia, Yusuf Ahmed non abbandonò i suoi propositi di deporre Siad Barre e pose la base per la creazione di una nuova organizzazione ribelle, chiamata Fronte Democratico di Salvezza Somalo (FDSS), che iniziò subito a lanciare con l'appoggio degli etiopi incursioni di guerriglia transfrontaliere contro le posizioni dell'Esercito somalo. Il FDSS possedeva in verità poca autonomia rispetto alle forze di sicurezza etiopi, poiché era «creato, organizzato, addestrato e finanziato dall'Etiopia». I guerriglieri erano addestrati da ufficiali etiopi e, durante gli scontri del 1982, le forze del FDSS furono direttamente integrate nelle unità dell'esercito etiope.

## Forze in campo
La forza di invasione messa in campo dall'Etiopia nel 1982 comprendeva circa 10000-15000 soldati equipaggiati con caccia MiG e carri armati T-55 forniti dai sovietici. Gli etiopi erano accompagnati da 2000-5000 ribelli del Fronte Democratico di Salvezza Somalo, che erano armati in modo simile e potevano contare sul supporto dell'artiglieria e delle forze aeree etiopi.
L'Esercito nazionale somalo (ENS) impegnò solo 2500 truppe nelle battaglie di confine del 1982. Il comandante delle forze somale che difendevano le regioni di confine era il generale Yusuf Ahmed Salhan; un suo subordinato, il generale di brigata Mohammed Farah Aidid, che comandava la zona militare del settore centrale, sarebbe poi divenuto un importante signore della guerra durante la successiva guerra civile in Somalia. Fonti diplomatiche occidentali stimavano che la forza totale complessiva dell'ENS fosse di circa 50000 effettivi all'inizio della campagna, male truppe somale erano gravemente sotto-equipaggiate e mal preparate per il conflitto, a seguito delle gravi perdite patite alla fine della guerra dell'Ogaden; l'Esercito somalo soffriva di significative carenze di munizioni e apparecchiature di comunicazione, e mancava sia di armi anticarro che di armi antiaeree.

## La guerra

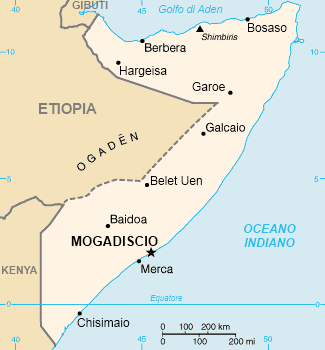
Carta della Somalia; gli scontri principali del conflitto si svilupparono nella sezione centrale della frontiera somalo-etiope, tra le città di Belet Uen e Gallacaio (Galcaio)

Verso la fine di giugno del 1982, 15000 soldati dell'Esercito etiope e migliaia di ribelli del FDSS attraversarono il confine tra Somalia ed Etiopia e invasero il territorio somalo nella regione di Hiran e Mudugh; queste offensive erano dirette principalmente all'occupazione delle cittadine di Gallacaio nel nord-est e Belet Uen nella Somalia centrale. Secondo lo storico Gérard Prunier, «il piano era di tagliare la Somalia in due spingendo le truppe fino all'oceano, ma il piano fallì». Il regime marxista-leninista etiope del Derg intendeva usare il FDSS per rovesciare Siad Barre e installare in Somalia un governo amico.
L'invasione fu lanciata nella notte del 30 giugno 1982. La prima offensiva colpì la città di confine di Ferfer vicino a Belet Uen, nel tentativo di catturare l'altura che domina una strada fondamentale collegante il nord e il sud della Somalia; inizialmente l'Esercito somalo aveva solo 1800 soldati schierati nella regione colpita dall'invasione, ma queste truppe furono presto rinforzate. Nonostante i pesanti attacchi via terra e via aria, la guarnigione somala di stanza nelle vicinanze della città di Belet Uen inflisse pesanti perdite alle forze d'invasione e respinse gli etiopi; a questi scontri fece seguito una situazione di stallo.. Nel mese successivo furono segnalati conflitti armati in quasi tutte le regioni di confine, tra cui Ghedo, Bakool, Hiran, Mudugh e Tug Dair: il FDSS rivendicò la responsabilità di tutti questi attacchi, un'affermazione ritenuta implausibile data la limitata capacità militare del gruppo e il fatto che le sue operazioni fossero principalmente localizzate vicino a Gallacaio nella regione di Mudugh.
La successiva incursione avvenne più a nord a Balanbale. Il 10 luglio 1982 gli etiopi lanciarono un'offensiva sulla città, sorprendendo e travolgendo i difensori somali: una colonna corazzata etiope di 30-45 carri armati T-55 sostenuta da due battaglioni di artiglieria travolse la città e avanzò di 11 chilometri all'interno della Somalia. Il comandante delle truppe somale di stanza nella città di El Dhere organizzò un contrattacco e fermò l'offensiva a 3 chilometri fuori Balanbale, anche se gli etiopi tennero e fortificarono la città. Con sorpresa di molti osservatori, l'invasione etiope fu respinta vigorosamente dall'Esercito nazionale somalo: nonostante le perdite subite quattro anni prima nel 1978 dalla controffensiva etiope-cubana durante la guerra dell'Ogaden, l'Esercito somalo si era riorganizzato e l'invasione portò a un forte afflusso di volontari che si unirono ai ranghi. L'attacco etiope e del FDSS si rivelò un vantaggio per Siad Barre, poiché il suo regime in declino trovò così un significativo aumento di sostegno interno. Limitati scontri si erano verificati nel frattempo in diversi altri punti più a nord, mentre l'Aeronautica militare etiope bombardava e mitragliava l'aeroporto di Gallacaio.

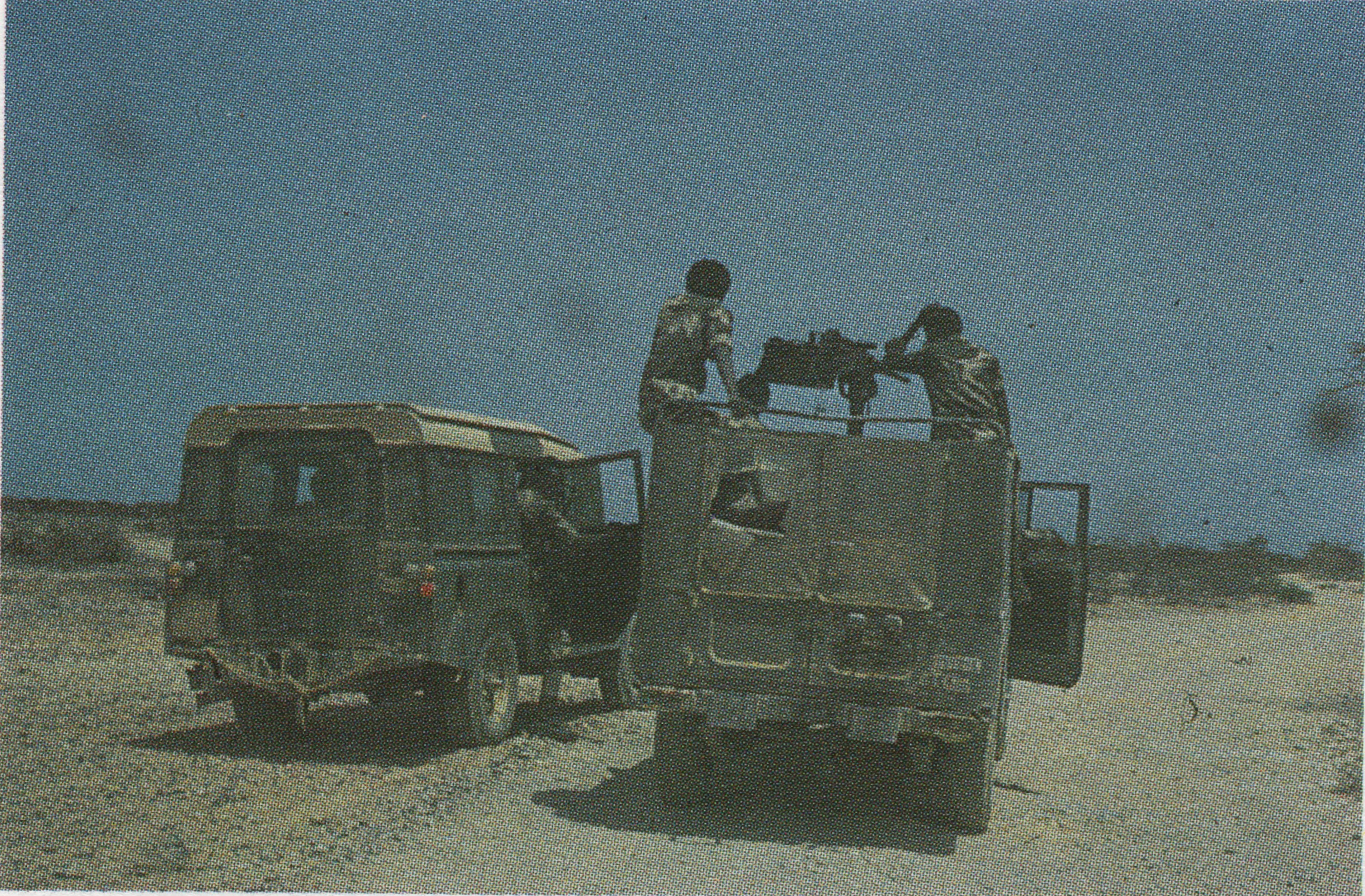
Land Rover e truppe dell'Esercito somalo impegnate in una missione di ricognizione nella zona di Galdogob durante gli scontri del 1982

Le forze etiopi e del FDSS non raggiunsero mai i loro obiettivi di Gallacaio e Belet Uen, ma furono invece fermate in una situazione di stallo nelle città di confine di Balanbale e Galdogob; questa fu la prima volta dall'indipendenza che le truppe etiopi riuscirono a mantenere con successo territori oltre il confine della Somalia. Il FDSS negò la presenza di truppe etiopi in Somalia, un'affermazione contestata dai diplomatici stranieri che osservarono che il gruppo ribelle aveva dato solo una "partecipazione simbolica" all'operazione; i ribelli somali che operavano con le truppe etiopi agivano principalmente come unità da ricognizione. Voci insistenti affermarono che il regime di Siad Barre avesse permesso l'occupazione delle due città per creare un caso e ottenere così ulteriori consegne di aiuti militari stranieri; dopo la presa di Balanbale e Galdogob, Siad Barre dichiarò lo stato di emergenza in Somalia. Di fronte al personale del FDSS, tra cui il presidente del gruppo Yusuf Ahmed, il comandante dell'Esercito etiope ordinò alle sue truppe di issare la bandiera dell'Etiopia sulle città occupate; iniziarono delle controversie tra il FDSS e le forze etiopi, che di conseguenza iniziarono a eliminare i funzionari del gruppo ribelle.
Nel settembre 1982 si verificarono altri pesanti combattimenti nei pressi di Balanbale, che continuarono fino a ottobre; nei mesi successivi tuttavia si ebbero solo sporadiche scaramucce. Entro la fine del 1982, alcune forze etiopi erano ancora trincerate a 32 chilometri oltre il confine. A metà giugno 1983 l'Esercito somalo respinse un'offensiva etiope su larga scala nel settore di Galdogob, infliggendo al nemico pesanti perdite; durante luglio e agosto 1983 l'Esercito etiope lanciò ulteriori incursioni nella Somalia centrale e settentrionale che furono anch'esse respinte.

## Sostegno straniero
Siad Barre chiese aiuto militare alle potenze del Blocco occidentale per respingere l'invasione, ma ricevette la maggior parte delle armi nel dicembre 1982. Gli armamenti forniti includevano armi anticarro e antiaeree, insieme ad alcuni carri armati M47 Patton statunitensi; nell'agosto 1982, a parte diversi impianti radio, nessuna fornitura militare statunitense era apparsa al fronte. Solo dopo il conflitto gli aiuti militari statunitensi alla Somalia aumentarono significativamente: gli Stati Uniti accelerarono la consegna di armi leggere che erano state precedentemente offerte nel 1980, e l'assistenza militare statunitense alla Somalia passò da 20 milioni di dollari nel 1981 a 51 milioni di dollari nel 1983. Dal 1979 al 1983, la Somalia avrebbe importato armi statunitensi per un valore di 30 milioni di dollari. Sebbene gli scontri di frontiera tra Somalia ed Etiopia avessero attirato l'attenzione dell'amministrazione Reagan, la risposta degli Stati Uniti avvenne in ritardo poiché l'importanza del conflitto fu surclassata dalla concomitante invasione israeliana del Libano del 1982 e dalla guerra Iran-Iraq. 
La Cina consegnò alla Somalia aerei da combattimento alla fine del 1982, forniture già previste per coprire le pesanti perdite subite durante la guerra dell'Ogaden.
Non si hanno notizie di truppe straniere direttamente impegnate nei combattimenti nel 1982, sebbene l'Etiopia potesse contare sulla presenza di consiglieri militari cubani e sudyemeniti limitati al livello di divisione. In diverse occasioni, tecnici dell'Esercito somalo e ufficiali dell'intelligence intercettarono traffico radio in lingua spagnola e russa durante le operazioni militari etiopi.

## Conseguenze
A seguito degli scontri di confine con l'Etiopia, il presidente somalo Siad Barre ricevette un certo sostegno verbale al summit della Lega araba nel 1982. Per quanto, a causa dell'invasione del 1982, la traballante presa di Siad Barre sul potere ne uscisse temporaneamente rafforzata, in definitiva la Somalia si avviava, anno dopo anno, verso un futuro di guerra e problemi economici, mentre clan regionali e nuovi gruppi di guerriglieri si ribellavano e sfidavano il regime in carica.
Nel corso del 1982 il regime di Barre riuscì a dividere internamente con successo il FDSS, e la maggior parte dei suoi membri si arrese al governo in seguito a offerte di un'amnistia e di pagamenti in denaro. Per il 1983 la maggior parte del FDSS si era riappacificata con il regime; irritato da questo sviluppo, il governo etiope gettò il capo del FDSS Yusuf Ahmed in prigione, dove rimase fino alla caduta del regime del Derg nel 1991. Durante le lotte intestine al FDSS nel 1983 e nel 1984, le forze di sicurezza etiopi entrarono nei campi di addestramento dei guerriglieri e arrestarono i membri del comitato centrale del movimento; dopo che i ribelli si ebbero dimostrati come non più utili ai disegni del leader etiope Menghistu Hailé Mariàm, questi fece uccidere, imprigionare o esiliare i membri dell'organizzazione. Il FDSS non si riprese come organizzazione fino a quando le relazioni con Etiopia non si normalizzarono durante il mandato del successore di Menghistu, Meles Zenawi, salito al potere nel 1991.
Il FDSS era composto principalmente da membri del clan Majerteen; dopo la fallita invasione, l'Esercito somalo lanciò rappresaglie contro i membri civili del clan che risedevano nelle regioni di Mudugh, Nogal e Bari: le rappresaglie inclusero il saccheggio di diciotto villaggi e la distruzione di riserve idriche.